# Cydistomyia oldroydi
Cydistomyia oldroydi är en tvåvingeart som beskrevs av M. Josephine Mackerras 1964. Cydistomyia oldroydi ingår i släktet Cydistomyia och familjen bromsar. Inga underarter finns listade i Catalogue of Life.